# Узда (город)
Узда́ (бел. Узда́) — город в Минской области Беларуси. Административный центр Узденского района. 
Численность населения — 10 545 человек (на 1 января 2025 года). 

## География
Расположен в 74 км к юго-западу от Минска, 22 км от железнодорожной ст. Негорелое на линии Минск — Барановичи. Автомобильными дорогами связан с  Минском, Марьиной Горкой, Негорелым, Копылем, Слуцком, Несвижем.

## Этимология
Своё название город получил от речки Узда (сейчас — Уздянка), притока Уссы. Первоначальная звуковая форма гидронима — Усда. Каждая из двух частей данного названия (Ус-да) в далёком прошлом имела своё конкретное значение. Корень ус содержат многие гидронимы в бассейнах Оки, Десны, Волги, Енисея, Ангары, на территории республики Коми. Частица -да, скорее всего, означала «рукав», «приток реки» и связана с финно-уграми. Таким образом, Узда — это «приток Усы».

## Геральдика
Герб и положение о нём утверждены решением Узденского районного Совета депутатов от 30 августа 2000 года № 27, флаг – решением Узденского районного исполнительного комитета от 22 января 2009 года № 129.
Герб зарегистрирован в Гербовом матрикуле Республики Беларусь 6 декабря 2000 года № 44. 
Флаг учреждён Указом Президента Республики Беларусь от 1 декабря 2011 года № 564 и зарегистрирован в Государственном геральдическом регистре Республики Беларусь 5 декабря 2011 года № Б-212.
Описание: в серебряном поле «голландского», или «венгерского», щита святой Пётр в золото-голубых одеждах и святой Павел в красно-голубых одеждах.

## История
Узда известна с 1450 как «двор», то есть усадьба Корсаков, позже деревня, входившая в Минский повет ВКЛ.
20 июля 1495 года великий князь утвердил «вырок» между Борисом Семеновичем, Глебом Остафьевичем и Ивашкой Совичем в отношении имений Андрея Корсаковича Узда и Старинки.
Со 2-й половины XVI века — местечко, принадлежавшее Кавечинским, Завишам, Красинским. В 1572 в Узде находился С. Будный в связи с изданием Библии. В середине XVIII века — в составе Минского повета Минского воеводства.
С 1793 года — в составе Российской империи, центр волости Игуменского уезда Минской губернии. В 1798 владелец местечка Завиша, Казимир построил здесь деревянный костёл воздвижения Креста Господня (сохранился), действовала церковь святых Петра и Павла.
В 1829—1830 здесь работали типография И. Пресса, школа, 4 начальных учебных заведения, пивоварня, мельница, аптека, почта, 30 лавок, воскресная ярмарка.
В 1886 году в Узде были: народное училище, волостное правление, школа, винокурни, пивоваренный завод, суконная фабрика, 2 мельницы, 24 лавки, церковь, костёл, синагога, мечеть, 3 молитвенных дома.
В 1897 в Узде насчитывалось 2,8 тысячи жителей.
С 17 июля 1924 — центр Узденского района Минского округа.
С 20 февраля 1938 — в Минской области.
С 27 сентября 1938 — городской посёлок.
В 1939 году в Узде было 3,5 тысячи жителей.
С 28 июня 1941 посёлок был оккупирован немецкими войсками. За годы оккупации в Узде и районе было уничтожено 5599 человек, среди которых 1740 евреев в гетто. Во время Великой Отечественной войны в Узде действовало антинацистское подполье.
29 июня 1944 посёлок освобождён 300-й партизанской бригадой имени Ворошилова, которая удерживала Узду до подхода частей 65-й армии 1-го Белорусского фронта.
С 25 декабря 1962 года — в Дзержинском районе.
С 30 июля 1966 года — центр Узденского района.
В 1970 здесь проживало 4,3 тыс. жителей, в 1989 — 8 тысяч жителей. На 10 марта 1999 проживало 9,5 тысяч жителей.
20 октября 1995 года административные единицы Узденский район и посёлок Узда, имеющие общий административный центр, объединены в одну административную единицу — Узденский район.

## Население
Численность населения — 10 545 человек (на 1 января 2025 года). Численность населения — 10 677 человек (на 1 января 2023 года).
| 1897 | 1939   | 1970   | 1989   | 2006   | 2018     | 2023     | 2024 | 2025    |
| ---- | ------ | ------ | ------ | ------ | -------- | -------- | ---- | ------- |
| 2800 | ▲ 3459 | ▲ 4300 | ▲ 8000 | ▲ 9376 | ▲ 10 194 | ▲ 10 677 |      | ▼10 545 |

| Национальный состав по переписи 2009 года | Национальный состав по переписи 2009 года | Национальный состав по переписи 2009 года | Национальный состав по переписи 2009 года | Национальный состав по переписи 2009 года | Национальный состав по переписи 2009 года | Национальный состав по переписи 2009 года | Национальный состав по переписи 2009 года | Национальный состав по переписи 2009 года | Национальный состав по переписи 2009 года | Национальный состав по переписи 2009 года | Национальный состав по переписи 2009 года | Национальный состав по переписи 2009 года |
| Всего (2009)                              | белорусы                                  | белорусы                                  | русские                                   | русские                                   | украинцы                                  | украинцы                                  | татары                                    | татары                                    | поляки                                    | поляки                                    | армяне                                    | армяне                                    |
| ----------------------------------------- | ----------------------------------------- | ----------------------------------------- | ----------------------------------------- | ----------------------------------------- | ----------------------------------------- | ----------------------------------------- | ----------------------------------------- | ----------------------------------------- | ----------------------------------------- | ----------------------------------------- | ----------------------------------------- | ----------------------------------------- |
| 9684                                      | 9005                                      | 92,99%                                    | 424                                       | 4,38%                                     | 85                                        | 0,88%                                     | 60                                        | 0,62%                                     | 46                                        | 0,48%                                     | 22                                        | 0,23%                                     |
| Национальный состав по переписи 1939 года |                                           |                                           |                                           |                                           |                                           |                                           |                                           |                                           |                                           |                                           |                                           |                                           |
| Всего (1939)                              | белорусы                                  | белорусы                                  | татары                                    | татары                                    | евреи                                     | евреи                                     | украинцы                                  | украинцы                                  | русские                                   | русские                                   | поляки                                    | поляки                                    |
| 3459                                      | 1947                                      | 56,3%                                     | 1143                                      | 33%                                       | 214                                       | 6,2%                                      | 65                                        | 1,9%                                      | 59                                        | 1,7%                                      | 12                                        | 0,3%                                      |

## Архитектура
Город развивается по генплану 1990 года. Рекой Уздянка разделён на 2 планировочных района: восточный (Малая Узда) с индивидуальной застройкой усадебного типа и западный, где расположены основной массив жилой застройки и общественный центр.
Исторический центр сложился в районе улицы Ленинской, соединившей 2 площади — Свободы и Красную. Административно-общественный и культурный центр сформирован вдоль улицы Советской. В центральной части возводятся 3-х и 5-этажные дома, на остальной территории преобладает 1-этажная индивидуальная застройка усадебного типа.
В 1990—2000-е годы построены 5 жилых домов, школа, административное здание Узденского лесхоза, произведена реконструкция районной больницы, здания «Белагропромбанка».

## Экономика
В Узде действуют промышленные предприятия с различными формами собственности: ООО «Марк Формэль» (создано в 2009 году на базе КУП «Узденская швейная фабрика») Коммунальное производственное УП «Узденская швейная фабрика», Узденский филиал ОАО «Слуцкий сыродельный комбинат», УП «Узденский кооппром», а также лесхоз, ремонтные, дорожные, транспортные организации.

## Здравоохранение
Медицинское обслуживание населения осуществляют центральная районная больница на 220 коек, районная поликлиника на 250 посещений в смену, аптека, аптечный киоск и аптечный пункт, районный центр гигиены и эпидемиологии. Работает территориальный центр социального обслуживания населения.

## Образование
В городе действуют гимназия, сельскохозяйственный профессиональный лицей, 2 средние школы, общеобразовательная санаторная школа-интернат, детско-юношеская спортивная школа, школа искусств, 3 детских дошкольных учреждения, дошкольный центр развития ребёнка «Вясёлка».

## Физкультура и спорт
Для любителей физкультуры и спорта открыты спортивный клуб «Бушидо», стадион, 6 спортивных залов, 3 футбольных поля и др.

## Культура
На территории города расположены 2 библиотеки, Дом культуры, районный Центр культуры, Дом детского творчества, кинотеатр «Октябрь» (открыт в 1973 году, в зале 168 мест), историко-краеведческий музей, музей Кондрата Крапивы, парк «Победы». 
Действуют коллективы любительского творчества, в том числе 3 народных (хор ветеранов войны и труда, ансамбль народной песни «Зборная субота», клуб мастеров «Сузор’е» Центра культуры) и 3 образцовых (театр «Усмешка», кукольный театр «Теремок», духовой оркестр школы искусств).

## Достопримечательность
- Историческая застройка (конец XIX — нач. XX вв.; фрагменты)
- Костёл воздвижения Креста Господня (1798)
- Свято-Петро-Павловская церковь (1840)
- Костёл воздвижения Креста Господня (2004)
- Синагога
- Часовня-усыпальница Завишей конца XIX века —  Историко-культурная ценность Республики Беларусь, шифр 612Г000659
- Братская могила партизан
- Могилы жертв фашизма

### Памятник, скульптура
- Памятник В. И. Ленину
- Памятник партизанам-освободителям
- Памятник воинам-интернационалистам
- Памятный знак сожжённым деревням (2025)

## Галерея
- Часовня-усыпальница Завишей
- Костёл воздвижения Креста Господня (Дом культуры)
- Старинная застройка (Аптека, магазин «Рыболов»)
- Бревенчатый дом. Здание бывшей школы, закрытой в 1962 году.